# Zelotes petrophilus
Zelotes petrophilus este o specie de păianjeni din genul Zelotes, familia Gnaphosidae, descrisă de Chamberlin, 1936. Conform Catalogue of Life specia Zelotes petrophilus nu are subspecii cunoscute.